# Contea di Livingston (Kentucky)
La contea di Livingston (in inglese Livingston County) è una contea dello Stato del Kentucky, negli Stati Uniti. La popolazione al censimento del 2000 era di 9 804 abitanti. Il capoluogo di contea è Smithland e la città più popolosa è Salem, ma la comunità più popolosa è il census-designated place di Ledbetter.